# OpenLayers
OpenLayers – biblioteka napisana w języku JavaScript, ułatwiająca dodawanie dynamicznych map na stronach internetowych. Udostępniana jest na otwartej licencji BSD. Obsługuje formaty danych: KML, GML, GeoJSON; implementuje standardy OGC Web Map Service i Web Feature Service. Jest to projekt Open Source Geospatial Foundation.
OpenLayers zostało stworzone przez MetaCarta po pierwszej konferencji Where 2.0 (29–30 czerwca 2005). Inspiracją było pojawienie się w lutym 2005 roku Google Maps. W czerwcu 2006 roku wydano pierwszą wersję OpenLayers, tuż przed kolejną konferencją Where 2.0.